# 2014 NY65
2014 NY65 est un objet transneptunien faisant partie des objets épars, ayant un diamètre estimé à environ 200 km.